# 원창연
원창연은 대한민국의 FIFA 온라인 프로게이머이자 아프리카TV에서 BJ로 활동 중이다. 지난 2013년 12월에 열린 EA SPORTS 피파온라인3 챔피언십 2013에서 개인전과 팀전에서 준우승, 2017 피파온라인3 챔피언십 시즌1,시즌2와 2017 EACC SUMMER 팀전에서 모두 3위를 차지하였다. 2018 피파온라인4 챔피언십 PRE-SEASON에 참가해서 준우승을 기록해 또 한번 챔피언십 우승 문턱에서 무릎을 꿇었다. 하지만 결승전 1패하기 전 예선부터 본선까지 10승 무패 전승을 기록, 쉽게 지지 않는 플레이로 현재 피파온라인4 게이머 중 폼은 최상위권이라는 평가가 대부분이다. 또한 몇달 전 수면 무호흡증을 겪었던 것이 계기가 되어 30kg가량 체중 감량에 성공한 모습으로 등장해 많은 사람들을 놀라게 했다.

2018 피파온라인4 EACC WINTER 대한민국 국가대표 선발전에서 최종전까지 진출했으나 아쉽게 2위로 탈락의 아쉬움을 달래야만 했다. 이후 열린 2019 EACC Spring 국가대표 선발전 1위, 2019 EACC Spring 본선에서 준우승, 그리고 득점왕을 차지했다. 2019년 7월에 열린 FIFA e월드컵에 출전했으나 원창연을 포함한 한국 선수들은 대회 초반에 전원 탈락했다.(피파온라인4와 피파19는 게임성이 다르다) 2019년 12월에 열린 2019 EACC WINTER 한국대표(SANDBOX GAMING)로 출전해서 우승을 차지했다.
2020년에 열린 온라인대회 N.F 인비테이셔널에 참가했지만 아쉽게도 1라운드 탈락했다.

## 경력
- U-13 대한민국 축구 청소년 국가대표
- EA SPORTS 피파온라인3 챔피언십 2013 개인전 2위
- EA SPORTS 피파온라인3 챔피언십 2013 팀전 2위
- 2013 피파온라인3 썸머 리그 개인전 1위
- 2013 피파온라인3 썸머 리그 팀전 1위
- 2013 피파온라인3 대통령배 KEG 그랜드파이널 일반부 1위
- 2013 피파온라인3 수원정보과학축제 1위
- 2014 피파온라인3 헝그리앱 인비테이셔널 2위
- 2014 피파온라인3 챔피언십 본선진출
- 2015 피파온라인3 챔피언십 시즌1 본선진출
- 피파온라인3 Korea VS Southeast Asia 대한민국 국가대표
- 2017 피파온라인3 챔피언십 시즌1 3위
- 2017 피파온라인3 EACC SUMMER 3위
- 2017 피파온라인3 챔피언십 시즌2 3위
- 2018 피파온라인3 EACC Spring 본선진출
- 2018 피파온라인4 챔피언십 프리시즌 팀전 2위
- 아프리카 1회 BJ 풋살대회 2위
- 한스타 연예인 풋살대회 1위
- 2018 피파온라인4 EACC WINTER 국가대표 최종 선발전 진출
- 2018 아프리카TV 염기훈팀 vs 이근호팀 자선 풋살 대회 우승
- 지성파크 레인저스 멤버(구단주 박지성)
- 피파온라인4 EA 챔피언스컵 2019 SPRING 한국대표 선발전 1위
- 피파온라인4 EA 챔피언스컵 2019 SPRING 2위
- 피파온라인4 EA 챔피언스컵 2019 SPRING 득점왕
- FIFA 19 글로벌시리즈 Xbox One 플레이오프 그룹스테이지 4라운드
- 피파온라인4 EA 챔피언스컵 2019 WINTER 한국대표 선발전(그룹B 2위)
- 피파온라인4 EA 챔피언스컵 2019 WINTER 우승(SANDBOX GAMING)
- 2020 피파온라인4 N.F 인비테이셔널 본선(SANDBOX GAMING)
- 2020 피파온라인4 VOLTA LIVE 연승전 5위(원창연팀)
- 2020 피파온라인4 FIFA eChallenger Series 한국대표 선발전 4위(TEAM 이영표)
- 2020 피파온라인4 NFC OPEN LEAGUE 진행중

## 방송 경력
- SPOTV 피파온라인3 퍼펙트 플레이어 출연
- SPOTV 피파온라인3 그라운드의 지혜 출연
- 헝그리앱TV 한승엽 원창연의 피파온라인3 진행
- SPOTV 피파온라인3 THE LIVE SHOW SEASON 진행
- 페이스북 피파온라인3 챔피언십 공식방송 진행
- 아프리카TV 피파온라인3 챔피언십 넥슨 공식방송 시즌1 진행
- 아프리카TV 피파온라인3 챔피언십 넥슨 공식방송 시즌2 진행
- 2014 피파온라인3 오프라인 공식 예선 해설
- 2016 피파온라인3 EACC WINTER 해설
- SBS 게임쇼 유희낙락 26회 피파온라인3 프로게이머와 한 판 대결 편에 출연
- 2019 피파온라인4 AFATT 3:3 아마추어리그 본선 해설
- 2019 피파온라인4 인벤 최강자전 해설
- 2019 피파온라인4 고등피파 원창연팀 감독
- 2019 피파온라인4 AFATT 3:3 아마추어리그 시즌2 본선 해설
- 2019 피파온라인4 공식방송 창과방패 출연
- 원창연 엄준식
- 2020 피파온라인4 공식방송 창과방패 출연
- 2020 피파온라인4 공식방송 나혼자피파 출연
- 2020 피파온라인4 공식방송 미운병지새끼 출연

## 사건 및 논란
2020년 5월 병역기피와 감면을 목적으로 정신건강의학과 병명의 허위 진단서를 발급, 제출하여 정신건강의학과 사유로 4급을 받은 사실이 적발되어 병역법 위반 혐의로 기소되었고, 2024년 1월 29일 인천지방법원에서 열린 1심에서 징역 1년, 집행유예 2년, 사회봉사 120시간 형을 받게 되었다.
기사에 따르면 원창연은 2011년 최초 병역판정 검사와 5년 뒤 재검사에서 피부 질환으로 현역 입소 대상인 신체 등급 2∼3급 판정을 받았다가, 2018년에 병역 처분 변경을 신청해서 과체중으로 4급 판정을 받았다. 그러나 원창연은 기초군사훈련과 예비군을 면제 받기 위해서 과체중이 아닌 정신 질환으로 4급을 받길 원했고(관련 근거), 이를 위해서 정신과 허위 진단서를 제출했다고 한다. 또한, 사회복무요원 소집대상자가 3년 이상 미소집될 경우 전시근로역으로 편입시켜 병역을 면해 주는 장기대기를 노리기 위해서 소집순위를 맨 뒤로 미루고 인천광역시에 비해 군사 교육이 밀려있던 경기도 부천시로 위장전입한 정황도 있었다고 한다.
관련기사